# 伊豫雅臣
伊豫 雅臣（いよ まさおみ、Masaomi Iyo、1958年4月 - ）は、日本の医師・医学者。学位は、医学博士（千葉大学）。千葉大学大学院医学研究院 精神医学教室・教授、兼 千葉大学医学部附属病院・精神神経科長、兼 千葉大学社会精神保健研究センター長。日本脳科学会・理事長。

## 略歴
- 1984年 - 千葉大学医学部・卒業
  - 同年6月 - 千葉大学医学部附属病院 神経精神科・研修医
- 1985年 - 木更津病院 神経精神科・勤務
- 1986年 - 国立精神・神経センター精神保健研究所 薬物依存研究部（現・国立精神・神経医療研究センター）・研究員
- 1988年 - アメリカ国立老化研究所・研究員
- 1991年 - 国立精神・神経センター精神保健研究所 薬物依存研究部・室長
- 1997年 - 浜松医科大学 精神神経医学講座・助教授
- 2000年 - 千葉大学医学部 精神医学講座・教授
- 2001年 - 現在 千葉大学大学院医学研究院 精神医学・教授
- 2005年 - 現在 千葉大学社会精神保健教育研究センター・センター長
- 2021年 - 現在 千葉大学大学院医学研究院 総括副医学研究院長・副医学部長

ほか

## 所属学会
- 日本精神神経学会
- 日本脳科学会
- 日本神経精神薬理学会